# 항공자유화조약

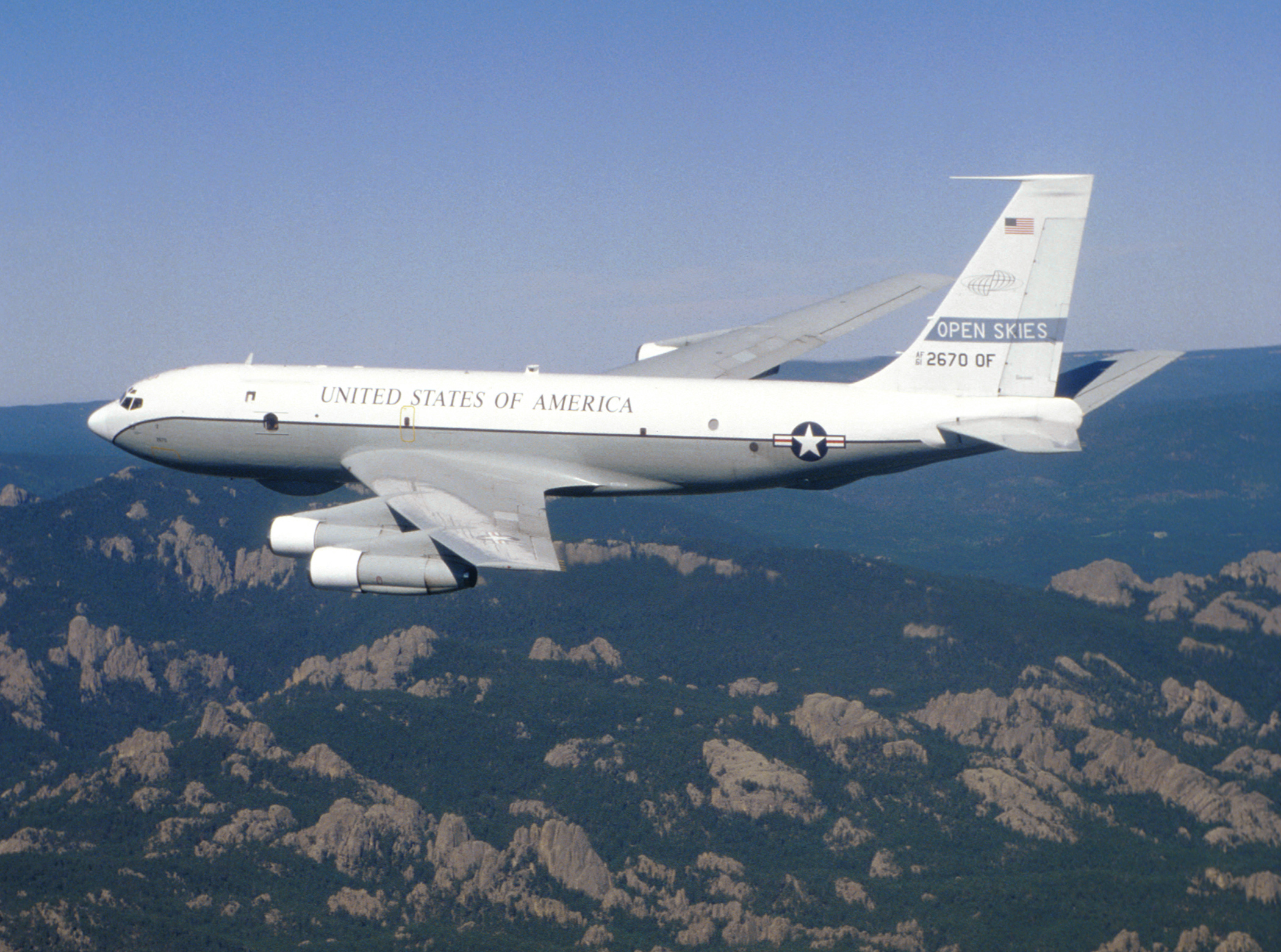
미국 공군이 3대를 운용중인 146톤 OC-135B 오픈 스카이

항공자유화조약(航空自由化條約, 영어: Treaty on Open Skies)은 회원국간에 자유로운 비무장 공중 정찰 비행을 허용하는 다자조약이다. 1992년 3월 24일 체결되었으며, 2002년 1월 1일 발효되었다. 현재는 34개국이 가입했다. 항공자유화조약(open sky treaty)은 군사조약으로서, 민간의 항공자유화협정(open sky agreement)과는 다르다.

## 회원국
항공자유화조약에는 대한민국, 조선민주주의인민공화국, 일본, 중국은 가입하지 않았다.
현재 34개국이 회원국이다: 벨라루스, 벨기에, 보스니아, 불가리아, 캐나다, 크로아티아, 체코, 덴마크, 에스토니아, 핀란드, 프랑스, 조지아, 독일, 그리스, 헝가리, 아이슬란드, 이탈리아, 라트비아, 리투아니아, 룩셈부르크, 네덜란드, 노르웨이, 폴란드, 포르투갈, 루마니아, 러시아, 슬로바키아, 슬로베니아, 스페인, 스웨덴, 터키, 우크라이나, 영국, 미국.
카자흐스탄은 서명은 했으나 비준이 완료되지 않았다.

## 영공
동 조약은 회원국의 주권이 미치는 모든 영공에 대한 관측기(정찰기)의 관측을 허용한다. 관측 비행은 오직 비행 자체의 안정성에 대한 이유로만 제한될 수 있다. 국가 안보를 이유로 해서는 관측 비행이 제한될 수 없다.
미국의 OC-135B 오픈 스카이 정찰기는 4대의 카메라를 싣고 있는데, 3개는 900 m 저공비행용 카메라이며, 1개는 10,000 m 중고도 비행용 카메라이다.

## 관측기

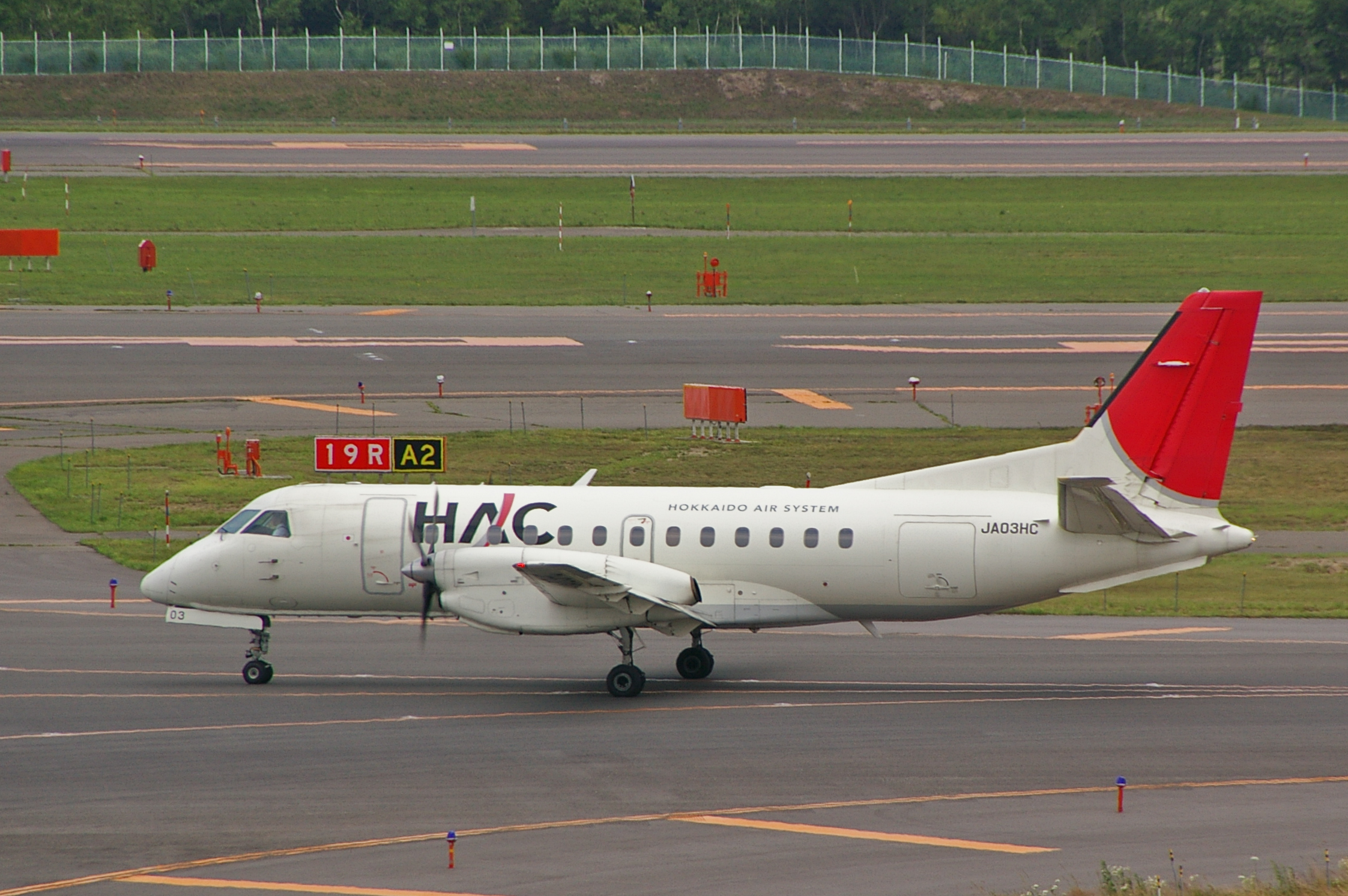
스웨덴이 2004년부터 오픈 스카이 관측기로 사용하는 13톤 사브 340 기종.

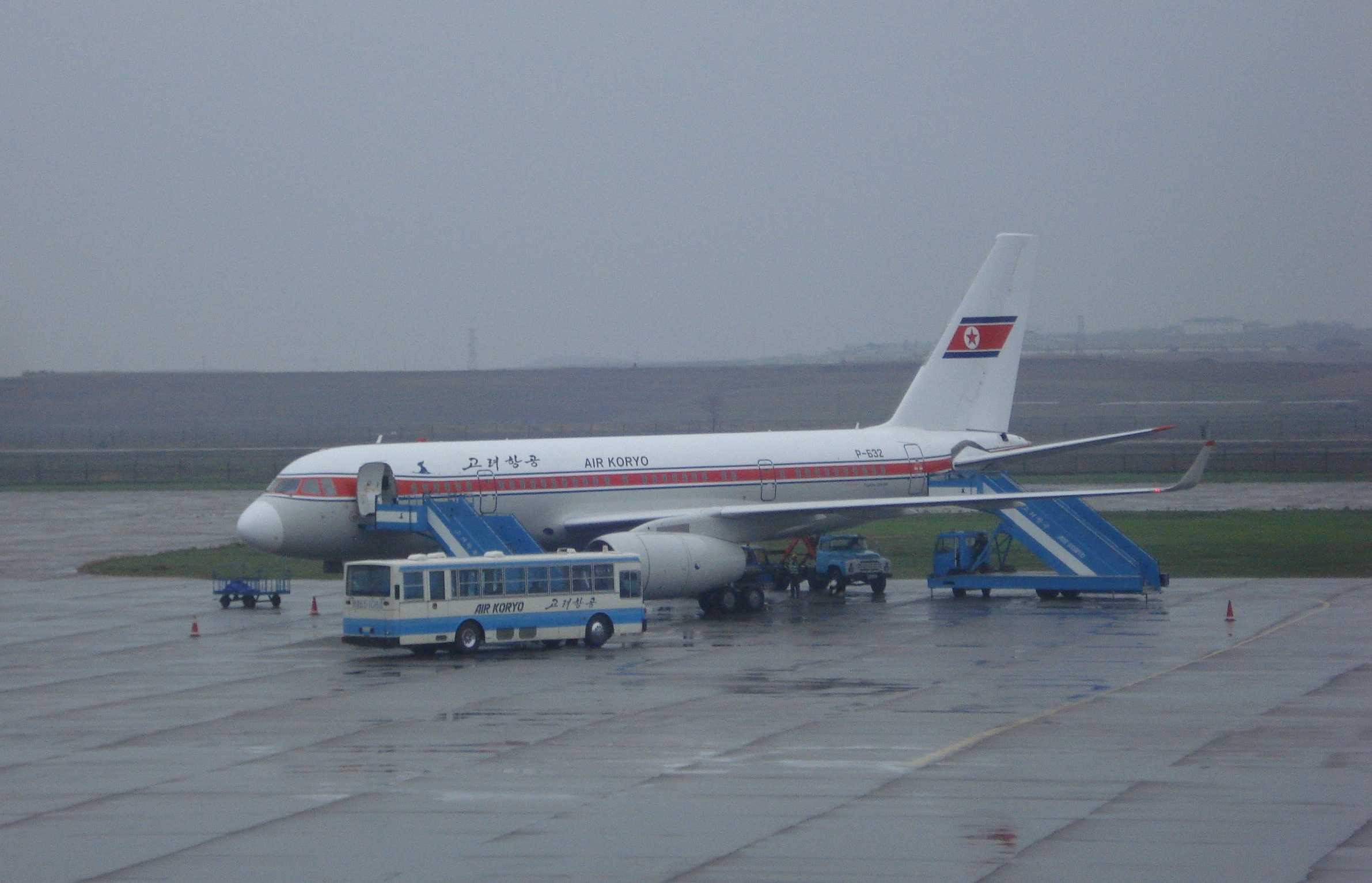
북한 고려항공의 Tu-204 여객기. 러시아는 Tu-204를 개조한 100톤 Tu-214ON 2대를 오픈 스카이 관측기로 2012년, 2013년에 인도받았다.

회원국의 관측기(Observation aircraft, 정찰기)는 타 회원국에 제공될 수 있다. 택시 옵션(1회용 사용을 의미?)도 가능하다.
모든 관측기와 관측장비는 개별 인증(specific certification)과 비행전 검사(pre-flight inspection)를 관련 기준에 따라 통과해야만 한다.
미국 공군은 OC-135B 오픈 스카이를 사용중이다. 조약의 이름(오픈 스카이 트리티)을 땄다.
캐나다는 C-130 허큘리스 수송기에 "SAMSON" 센서 포드를 장착했다. 벨기에, 네덜란드, 룩셈부르크, 캐나다, 프랑스, 그리스, 이탈리아, 포르투갈, 스페인이 샘슨 포드를 공유한다. 샘슨 포드 관측기의 유지비는 각 국가의 비행 쿼터와 실제 사용량에 비례해서 분담한다.
불가리아, 루마니아, 러시아, 우크라이나는 안토노프 An-30을 관측기로 사용한다. 체코도 사용했는데, 2003년 모두 퇴역했다.
러시아는 Tu-154M-ON Monitoring Aircraft를 사용한다. 독일도 1997년 사고로 추락하기 전까지 이 기종을 공식적으로 사용했다.
스웨덴은 2004년 13톤 사브 340인 OS-100을 관측기로 인증받았다.

## 센서
오픈 스카이 비행기는 주간용인 비디오 카메라, 파노라마 카메라, 프레임 카메라, 주야간용인 적외선 카메라, 주야간과 악천후용인 합성개구레이다(SAR)를 장착할 수 있다.
사진 영상 품질은 군사용 품질까지 허용된다. 예를 들면, 탱크와 트럭을 식별할 수 있는 수준까지 허용된다. 이것은 회원국간 군사력 보유 현황과 군사 활동의 투명성을 보장해 준다.
센서 카테고리는 회원국들의 동의하에 추가될 수 있다. 모든 센서는 모든 회원국들에게 상업적으로 판매중이어야만 한다. 이미지 해상도는 30 cm까지 허용된다. 사진의 1개의 점이 30 cm x 30 cm이다. 록히드 U-2, 글로벌 호크, 금강정찰기, 팰콘정찰기의 합성개구레이다(SAR) 해상도가 30 cm이다.

## 정보 공유
오픈 스카이 임무로 수집된 영상정보는 타 회원국에게 유료로 공유된다. 따라서 회원국이 사용가능한 데이터는 이 조약의 쿼터에 의한 할당량 보다 훨씬 많다.

## 쿼터
관측 비행은 무제한이 아니라 각 회원국에 부여된 일정한 쿼터량에 따라 비행할 수 있다.

## 같이 보기
- 항공자유권